# Ostensorio

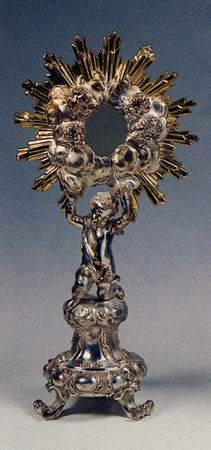
Ostensorio settecentesco, Museo dell'Opera del Duomo di Prato

L'ostensorio (dal latino ostendĕre, mostrare), nella liturgia cattolica, è l'arredo sacro utilizzato per esporre all'adorazione dei fedeli l'ostia consacrata, ritenuta, in virtù della transustanziazione, vero corpo di Gesù Cristo.  Al termine dell'adorazione eucaristica, il ministro ordinato abitualmente benedice i fedeli con il Santissimo Sacramento esposto nell'ostensorio.
Di solito l'ostensorio è forgiato in oro, argento o altri metalli preziosi. Esso è composto dalla base, dal fusto e dalla teca.

## Storia
L'uso dell'ostensorio è diffuso unicamente nella chiesa latina e comincia a diffondersi soltanto verso la metà del XIII secolo, 
l'epoca in cui il dogma della presenza reale di Gesù Cristo nell'eucaristia trova la sua formulazione teologica nella dottrina scolastica della transustanziazione. Probabilmente la sua comparsa risale in seguito al miracolo di Bolsena (Italia, 1263) dove l'ostia apparve, visibilmente, vera carne e macchiata di sangue. È in questo contesto che si diffondono pratiche come l'elevazione dell'ostia durante la preghiera eucaristica, la festa del Corpus Domini e, appunto, l'esposizione del pane consacrato alla vista dei fedeli perché adorino il Cristo presente.
Inizialmente, si utilizzarono soprattutto i reliquiari per esporre il Santissimo Sacramento, ma si sono ritrovati anche croci, immagini sacre e tabernacoli adattati a questo scopo.
A partire dalla metà del XV secolo, tuttavia, venne adottata in sempre maggior misura una forma "architettonica", a torretta o tempietto ogivale, quasi sempre d'argento: ricco di pinnacoli e sostenuto da una base elaborata artisticamente, al centro aveva una lunetta d'argento o d'oro, utilizzata per collocarvi visibilmente l'ostia. Tuttora questa forma (detta "architettonica") è in uso nella liturgia ambrosiana.
Dal XVI secolo, dopo il Concilio di Trento, l'ostensorio cominciò ad assumere una forma a raggiera, che ricorda i "raggi solari", ispirata tra l'altro ai suggerimenti della predicazione di Bernardino da Siena e oggi assai più diffusa nel rito romano. Nel XVIII secolo l'apparato decorativo si arricchì dell'ornamento di putti o angeli adoranti e di grappoli d'uva e spighe di grano.
Successivamente, in epoca più recente, ossia a partire dalla fine del XX secolo sino ad oggi, hanno fatto la loro comparsa ostensori sempre più stilizzati e meno preponderanti rispetto all’eucaristia in essi contenuta; sovente persino la suddetta forma a raggiera scompare, lasciando spazio ad una completamente circolare e meno ornata, dunque più semplice e schematica.

## Usi
La Chiesa cattolica vieta l'uso dell'ostensorio al solo scopo di impartire la benedizione ai fedeli. Il rito prevede quattro fasi: esposizione, adorazione, benedizione e reposizione.

## Galleria d'immagini

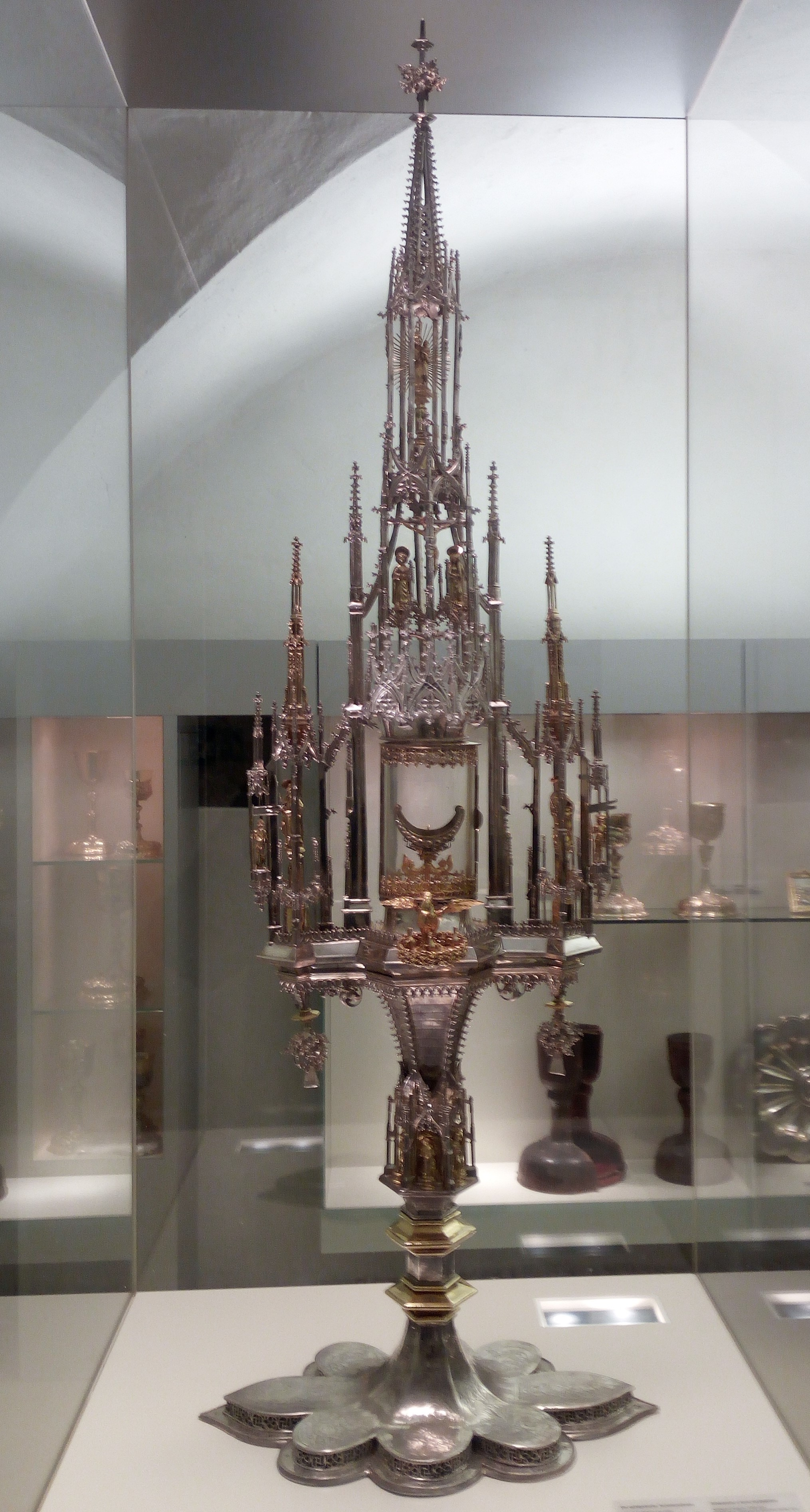
Ostensorio tardo-gotico del 1490, Bolzano
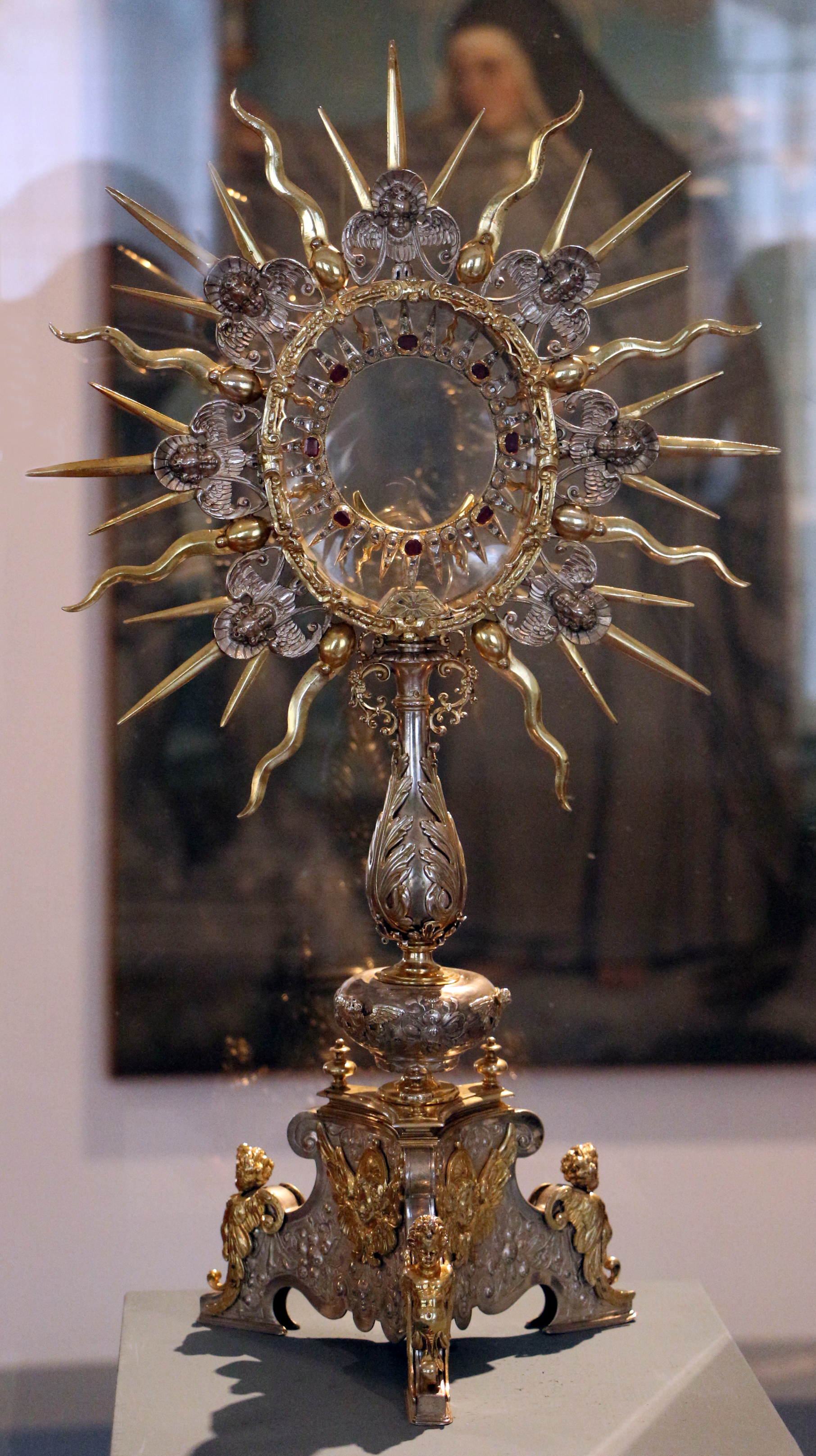
Ostensorio raggiato in argento, decorato con pietre, cristallo di rocca e vetro (1605-1615 ca.)
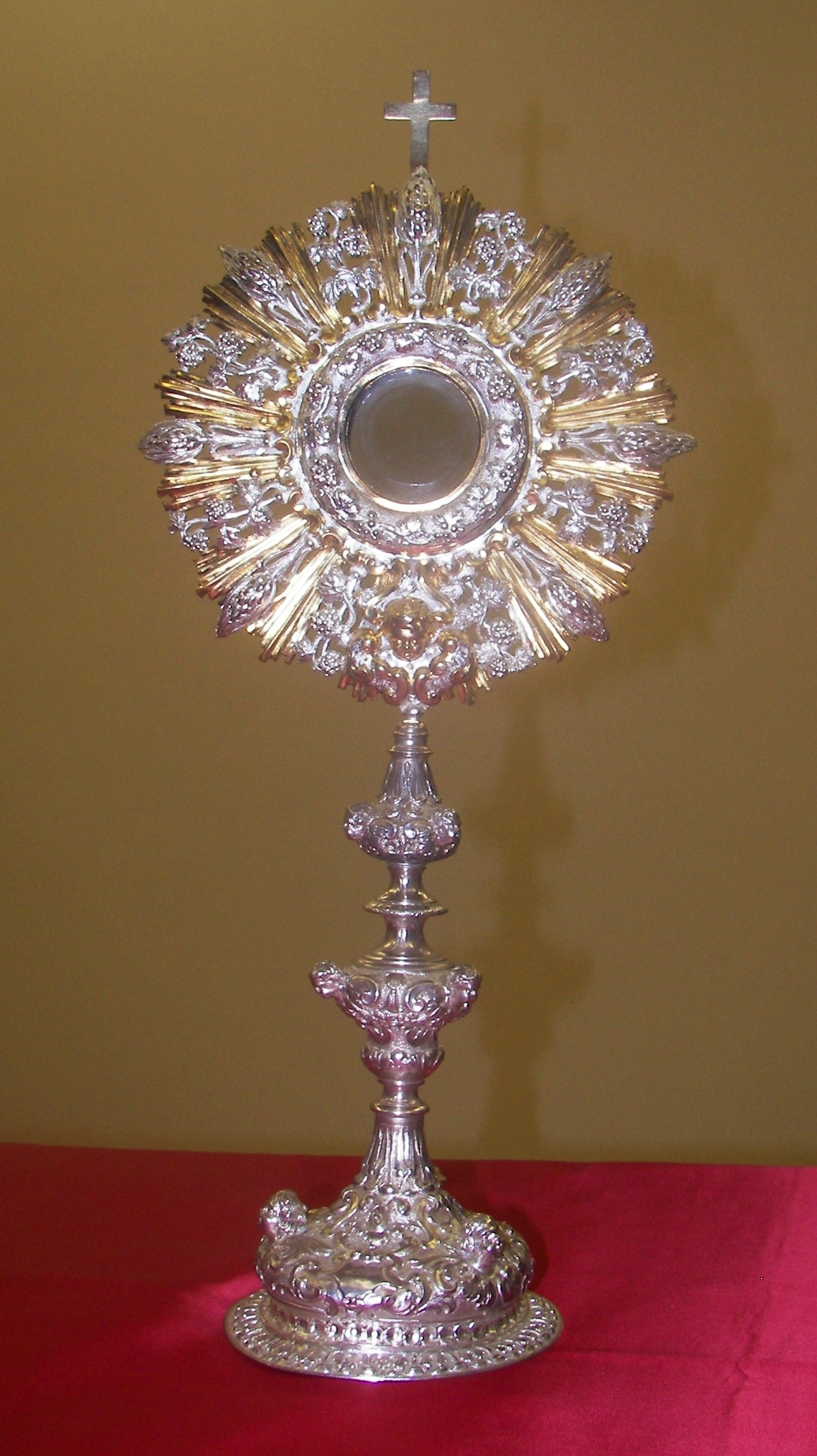
Ostensorio tardo-barocco del 1734
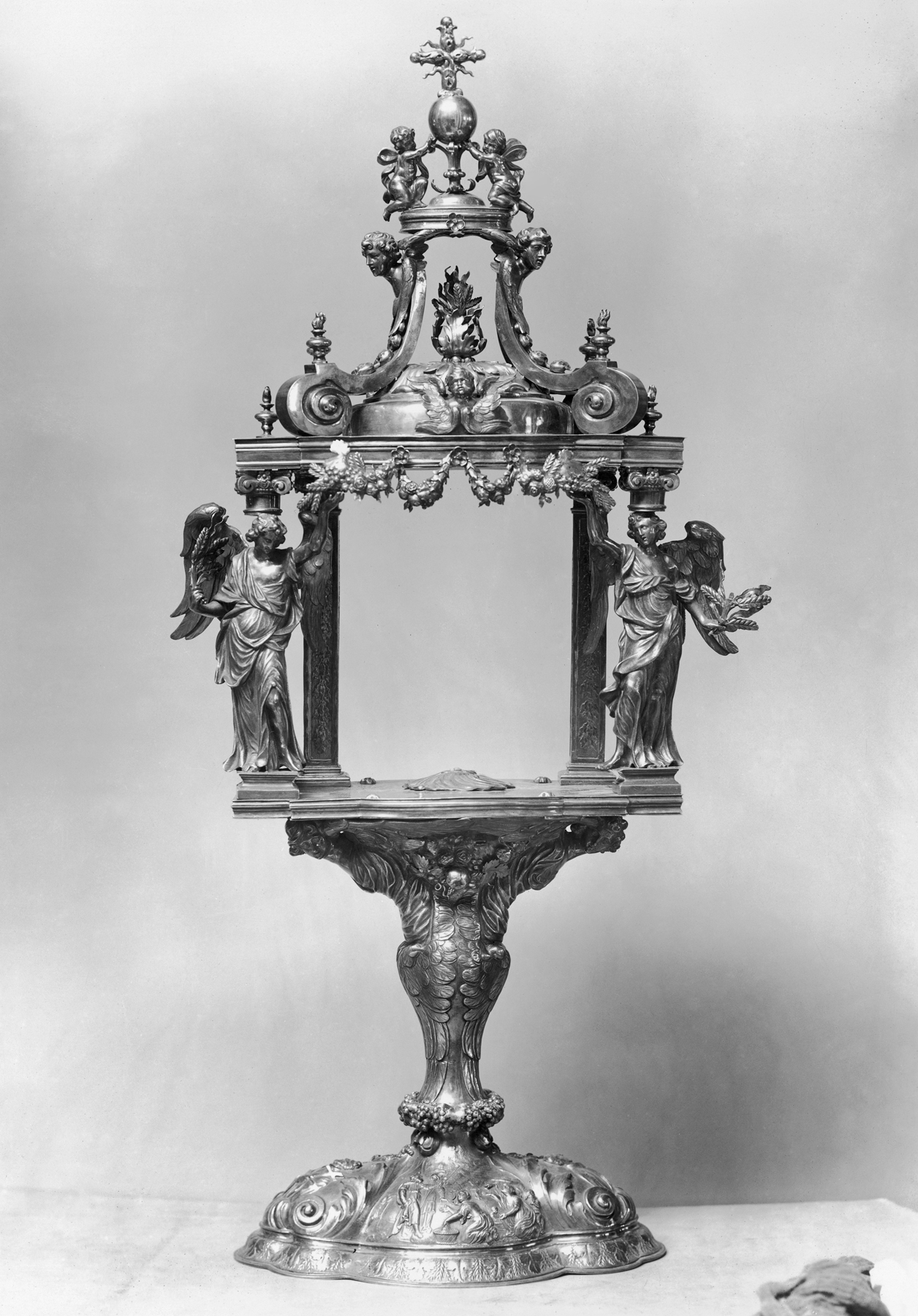
Ostensorio in forma di tempietto, tuttora in uso nel rito ambrosiano
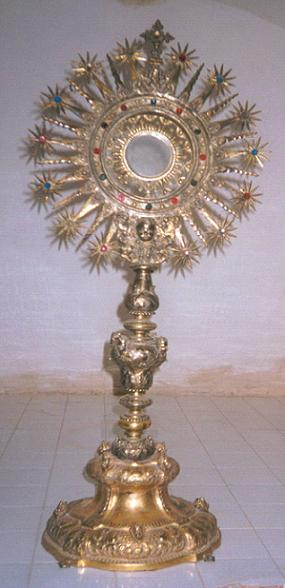
Ostensorio moderno a raggiera